# 6752 Ashley
6752 Ashley este un asteroid din centura principală de asteroizi.

## Descriere
6752 Ashley este un asteroid din centura principală de asteroizi. A fost descoperit pe 26 martie 1971 la Observatorul Palomar de Cornelis Johannes van Houten, Ingrid van Houten-Groeneveld și Tom Gehrels. Asteroidul prezintă o orbită caracterizată de o semiaxă mare de 2,38 ua, o excentricitate de 0,08 și o înclinație de 13,0° în raport cu ecliptica.